# Người Hobbit: Hành trình vô định
Người Hobbit: Hành trình vô định (tựa gốc: The Hobbit: An Unexpected Journey) là một bộ phim sử thi thần thoại hoành tráng năm 2012 của đạo diễn Peter Jackson. Đây là phần đầu trong loạt phim 3 phần dựa trên cuốn tiểu thuyết nổi tiếng The Hobbit của nhà văn J. R. R. Tolkien. Hai phần tiếp theo của bộ phim là The Hobbit: The Desolation of Smaug và The Hobbit: The Battle of the Five Armies đã tiếp tục được phát hành vào cuối năm 2013 và năm 2014.
Bộ phim sẽ kể về câu chuyện xảy ra trước 60 năm so với thời điểm trong Chúa tể những chiếc nhẫn, khi mà Bilbo Baggins (Martin Freeman) được pháp sư Gandalf thuyết phục tham gia vào một hành trình nguy hiểm cùng 13 người lùn đi tiêu diệt con rồng Smaug.
Bộ phim được công chiếu lần đầu tiên vào ngày 28 tháng 11 năm 2012 tại New Zealand và được phát hành rộng rãi trên toàn thế giới vào ngày 12 tháng 12 năm 2012.
The Hobbit: An Unexpected Journey đã thu về hơn 1 tỷ USD tại phòng vé, vượt qua cả hai phần The Felowship of the Ring và The Two Towers của bộ ba Chúa tể những chiếc nhẫn. Nó cũng được đề cử 3 giải Oscar và 3 giải thưởng BAFTA.

## Tóm tắt nội dung
Khi bữa tiệc sinh nhật tuổi 111 đã gần kề, Bilbo Baggins của xứ Shire bắt đầu viết lại toàn bộ câu chuyện về cuộc phiêu lưu của mình vào 60 năm trước và để lại cho cháu trai mình là Frodo Baggins (nhân vật chính sau này trong bộ 3 phim Chúa Nhẫn). 
Trước khi câu chuyện chính được bắt đầu, Bilbo đã kịp dạy cho khán giả biết về một bài học lịch sử đầy thú vị với đầy đủ hình ảnh, âm thanh về Vương quốc của Người Lùn (tức tộc Dwarves) ngự trị dưới chân ngọn Lonely Mountain (Núi Cô Đơn). Khi Vương quốc đang phát triển thịnh vượng thì vào một ngày nọ, con rồng Smaug xuất hiện, phá nát các thành phố lân cận và tấn công thẳng vào Vương quốc hòng chiếm đoạt tất cả của cải, vàng bạc châu báu của những Người Lùn. Trước sức mạnh khủng khiếp của con rồng, tộc Dwarves buộc phải chạy thoát thân. Trong lúc những Người Lùn đang khốn đốn, đau khổ và tuyệt vọng trước cơn đại họa mà con rồng mang đến thì Tộc Tiên (tức tộc Elves) - dẫn đầu là Vua Tiên Thranduil của xứ Mộc Tiên - trở mặt,phá bỏ lời thề năm xưa rằng sẽ sát cánh bên Người Lùn và quay về để bảo đảm sự an toàn cũng như tính mạng cho người trong tộc của mình. Tất nhiên, những Người Lùn không bao giờ quên mối thù với con rồng Smaug và luôn nuôi tham vọng một ngày nào đó sẽ đuổi được con rồng kia đi và lấy lại Vương quốc cũng như những báu vật của mình.
Trở lại với dòng thời gian chính, tại vùng đất Shire, khi Bilbo Baggins tròn 50 tuổi, ông được Gandalf Áo Xám chọn là người thứ 13 trong cuộc hành trình của những Người Lùn với sự lãnh đạo của Thorin để tấn công con rồng Smaug và khôi phục lại Vương quốc của họ. Ban đầu, Bilbo không đồng ý tham gia chuyến phiêu lưu này vì sợ nó quá nguy hiểm. Nhưng sau đó, với lòng đam mê khám phá thế giới bên ngoài, ông đã thay đổi ý định và cầm bảng giao kèo với Người Lùn cùng với chức danh Kẻ Trộm trên tay, ông đuổi theo những Người Lùn. Và như thế, cuộc hành trình vô định bắt đầu.
Thử thách đầu tiên mà họ gặp phải trên đường đi là ba tên Trolls Núi. Và khi một đám Người Lùn đối đấu với những tên Trolls khổng lồ thì kết cục không mấy khả quan khi tất cả bị bắt và suýt chút nữa đã thành bữa tối của chúng. Tuy nhiên, nhờ sự khôn khéo cùng những cú lừa phỉnh, Bilbo đã câu đủ thời gian của ba tên Trolls và cả hội được Gandalf kịp thời ứng cứu. Chuyến hành trình tiếp tục và họ gặp Radagast Áo Nâu (một trong nhóm Ngũ Đại Pháp Sư có tên là Istari của Lục Địa Trung Tâm cùng với Saruman Áo Trắng, Gandalf Áo Xám và 2 Pháp sư Áo Xanh khác là Pallando và Alatar). Tại khu rừng, Radagast kể với Gandalf về một thế lực bóng tối đang trỗi dậy tại Dol Guldur. Đúng lúc đó bầy Orc cùng đám quái thú hình sói truy đuổi đến. Radagast đánh lạc hướng bọn chúng và Gandalf dẫn đám Người Lùn đến Rivendell - lãnh thổ của Tộc Tiên. Tại đó, một Hội Đồng Trắng được thiết lập gồm Gandalf, Saruman Áo Trắng cùng với Lãnh chúa Elrond và Công nương Galariel của Tộc Tiên bàn về cuộc phiêu lưu của những Người Lùn. Khi Gandalf nói về những khám phá mới của Radagast thì Saruman tỏ vẻ hoài nghi và không tin, ông ta cho rằng những điều Gandalf và Radagast nói là hoang đường. Tuy nhiên, Công nương Galariel lại không nghĩ vậy, bà đã có một cuộc thảo luận ngầm với Galdafl bằng thần giao cách cảm và động viên ông quay trở lại với đoàn người này. Trong khi đó, nhóm Người Lùn tiếp tục di chuyển và tại dãy núi Sương Mù (Misty Mountains) họ bất ngờ bị dính vào cuộc chiến của những Người Khổng Lồ Đá và khi đang lánh nạn bên trong một cái hang thì họ bị lũ Goblin bắt. Lúc ấy, Bilbo bị lạc khỏi đoàn nên may mắn trốn thoát và rơi vào một hang động. Tại đây, Bilbo chạm mặt với Gollum và nhặt được chiếc nhẫn thần khi Gollum đánh rơi. Về phần những Người Lùn, lúc họ cận kề cái chết thì một lần nữa Gandalf xuất hiện đúng lúc và giải nguy. Tại đây diễn ra trận đánh lớn nhất của bộ phim. Trở lại với Bilbo, nhờ chiếc nhẫn thần nên đã cắt đuôi được Gollum và trở lại với nhóm Người Lùn. Sau khi vừa thoát khỏi hang ổ lũ Goblin họ lại tiếp tục bị lũ Orc truy đuổi, dẫn đầu là tên bạo chúa Azog. Tại đây, Thorin đã dũng cảm một mình chiến đấu lại kẻ thù không đội trời chung này. Khác với trận chiến trong quá khứ, lần này Thorin đã bị Azog và con sói của hắn đánh bại. Đúng lúc đó, Bilbo can đảm lao lên và cứu mạng Thorin ngay trước khi bị hành quyết. Lũ Orc tiếp tục tấn công quyết liệt, và trong lúc tưởng chừng không còn tia hy vọng nào nữa với nhóm Người Lùn thì với sự kêu gọi của Gandalf đàn đại bàng Eagle khổng lồ đã bay đến cứu họ. Bộ phim kết thúc với hình ảnh ngọn núi Cô Đơn quê hương của những Người Lùn xuất hiện phía chân trời và con rồng Smaug thức giấc sau giấc ngủ dài đằng đẳng.

## Diễn viên
- Martin Freeman vai Bilbo Baggins
- Ian McKellen vai Gandalf Áo xám
- Richard Armitage vaiThorin Oakenshield (người lãnh đạo 13 người lùn)
- Graham McTavish vai Dwalin
- Ken Stott vai Balin, anh trai của Dwalin
- Aidan Turner vai Kili, cháu của Thorin và anh trai của Fili.
- Dean O'Gorman vai Fili.
- Mark Hadlow vai Dor, anh trai của Nori và Ori.
- Jed Brophy vai Nori, em trai của Dori và anh của Ori.
- Adam Brown vai Ori, em trai của Dori và Nori.
- John Callen vai Oin, anh trai của Glóin.
- Peter Hambleton vai Glóin, em trai của Oin.
- William Kircher vai Bifur, anh em họ của Bofur và Bombur.
- James Nesbitt vai Bofur, anh trai của Bombur và anh em họ của Bifur
- Stephen Hunter vai Bombur, em trai của Bofur và anh em họ của Bifur.
- Cate Blanchett vai Galadrie, bà là một Elf và là nữ hoàng của Lothlórien.
- Hugo Weaving vai Elrond, lãnh chúa vùng Rivendell
- Christopher Lee vai Saruman Áo trắng, người đứng đầu của Hội đồng trắng
- Sylvester McCoy vai Radagast Nâu
- Ian Holm vai Bilbo Baggins khi già
- Elijah Wood vai Frodo Baggins (nhân vật chính trong Chúa tể của những chiếc nhẫn)
- Andy Serkis vai Gollum

## Sản xuất
Sau sự thành công của Chúa tể của những chiếc nhẫn, đạo diễn Peter Jackson quyết định chuyển thể tiếp tác phẩm The Hobbit thành phim. Bộ phim được khởi quay ngày 21 tháng 3 năm 2011 tại New Zealand và đóng máy vào ngày 06 tháng 7 năm 2012.
Các bản nhạc của phim được sáng tác bởi Howard Shore, và được thực hiện bởi dàn nhạc London Philhamovic. Ca khúc chính thức của phim là "Song of the Mountain Lonely" do ca sĩ Neil Finn trình bày.

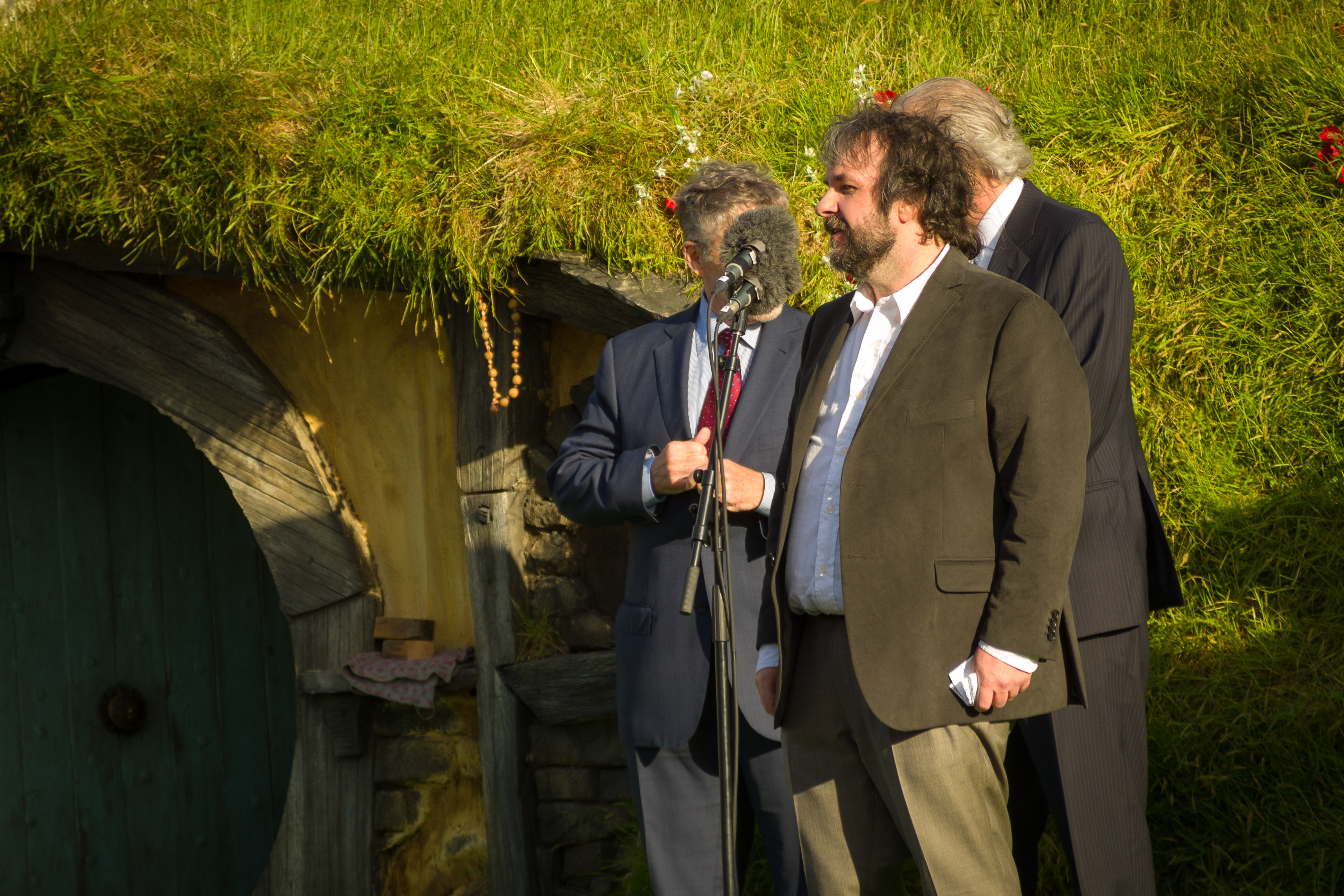
Đạo diễn Peter Jackson trong lễ ra mắt bộ phim

## Phân phối
Đoạn trailer đầu tiên của phim được trình chiếu trong lễ ra mắt bộ phim The Adventures of Tintin tại Mỹ vào ngày 21 tháng 12 năm 2011.
Bộ phim bắt đầu được chiếu hạn chế tại một số rạp vào ngày 28 tháng 11 năm 2012, và chính thức được phát hành vào ngày 12 tháng 12 tại New Zealand, 13/12 tại châu Âu, 14/12 tại Bắc Mỹ, 26/12 tại Úc.
Khoảng 100.000 người đã xếp hàng tại buổi ra mắt bộ phim, toàn bộ sự kiện cũng được truyền hình trực tiếp trên nhiều kênh tại New Zealand, cũng như truyền trực tuyến qua Internet.
The Hobbit: An Unexpected Journey được phát hành trên DVD và Blu-ray 3D vào ngày 19 tháng 3 năm 2013, và một phiên bản mở rộng dài thêm 13 phút phát hành vào ngày 5 tháng 11 năm 2013.

## Tiếp nhận
The Hobbit: An Unexpected Journey thu về 303.003.568 USD trên toàn Bắc Mỹ, 714.000.000 USD tại các nơi khác, tổng doanh thu của nó là 1.017.003.568 USD, cao thứ 4 trong năm.
Bộ phim được đề cử tại 3 hạng mục tại lễ trao giải Oscar là Hiệu ứng hình ảnh, Chỉ đạo nghệ thuật và Hóa trang, nhưng không nhận được giải nào.
The Hobbit dẫn đầu danh sách đề cử tại giải thưởng Saturn Awards lần thứ 39 với 9 đề cử, nhưng nó cũng chỉ giành được 1 cho chỉ đạo nghệ thuật. Tại lễ trao giải Empire, bộ phim thành công hơn khi nhận về 2 giải thưởng, diễn viên nam chính cho Martin Freeman và phim thần thoại hay nhất.